# FC Noroc Nimoreni
FC Noroc Nimoreni este un club de fotbal feminin din Republica Moldova, care joacă în Divizia Națională Feminină. Fondat în 2008, clubul a câștigat campionatul și Cupa Moldovei în 2011.

## Lotul sezonului 2013-2014
| Nr. |                   | Poziție | Jucător             |
| --- | ----------------- | ------- | ------------------- |
| 1   | Republica Moldova | P       | Irina Verdeș        |
| 2   | Republica Moldova | F       | Alina Ștețenco      |
| 3   | Republica Moldova | F       | Dumitrița Prisacari |
| 4   | Republica Moldova | F       | Olga Cusinova       |
| 5   | Republica Moldova | F       | Alisa Pancratova    |
| 6   | Republica Moldova | F       | Veronica Ursu       |
| 7   | Republica Moldova | M       | Elena Turcan        |
| 8   | Republica Moldova | M       | Eugenia Miron       |
| 9   | Republica Moldova | M       | Mihaela Guma        |

| Nr. |                   | Poziție | Jucător               |
| --- | ----------------- | ------- | --------------------- |
| 10  | Republica Moldova | A       | Natalia Mihalaș       |
| 11  | Republica Moldova | F       | Victoria Vîctărău     |
| 12  | Republica Moldova | P       | Alina Bîrca           |
| 13  | Republica Moldova | M       | Alexandrina Vutcariov |
| 14  | Republica Moldova | F       | Veronica Rotari       |
| 15  | Republica Moldova | M       | Claudia Chiper        |
| 16  | Republica Moldova | F       | Nadejda Chicu         |
| 17  | Republica Moldova | A       | Cristina Cerescu      |

## Palmares
- Campionatul Moldovei (2): 2011–12, 2014–15
- Cupa Moldovei (2): 2011–12, 2013–14

## Evoluția în cupele europene
| Competiție                 | Rundă        | Țară     | Club             | Rezultat |
| -------------------------- | ------------ | -------- | ---------------- | -------- |
| Liga Campionilor 2012-2013 | Preliminarii | Finlanda | Pallokerho-35    | 0–6      |
| Liga Campionilor 2012-2013 | Preliminarii | Scoția   | Glasgow City LFC | 0–11     |
| Liga Campionilor 2012-2013 | Preliminarii | Croația  | ŽNK Osijek       | 1–11     |